# Cangshanaltica
Cangshanaltica (лат.) — род жуков-листоедов (Chrysomelidae) из трибы земляные блошки (Alticini, Galerucinae). Около 10 видов. Азия.

## Описание
Мелкие жуки-листоеды, длина 1—3 мм. Тело овально-округлое, выпуклое. Цвет чёрный без металлического блеска, ноги и усики светло-коричневые. Голова почти гипогнатная, лишь слегка выпуклая при боковом виде. Лоб и темя образуют слегка выпуклую линию при виде сбоку. Надглазничная пора хорошо развита, расположена близко к надглазничной борозде, без других пор поблизости. Антеннальные калли слабо развиты, немного короче ширины, прямые, соединены друг с другом. Супракаллинальная, среднефронтальная и надфронтальная бороздки мелкие, едва заметные. Надглазничная бороздка глубокая, прямая. Глаза слегка выступают латерально. Максиллярные щупики с четырьмя пальпомерами, лабиальные с тремя.
Усики 11-члениковые. Питаются на листостебельных мхах рода Hypnum (Hypnaceae). Родовое название происходит от двух слов: гор Cangshan (Китай, Юньнань, на высоте 3478 м), где был собран типовой вид и от типового рода трибы Altica. Род Cangshanaltica сходен с Phaelota и Ivalia.
- Cangshanaltica castanea Wang et al., 2022[2]
- Cangshanaltica fuanensis Ruan, Konstantinov and Damaška, 2020[3]
- Cangshanaltica guanxiensis Konstantinov et al., 2022[4]
- Cangshanaltica javana Konstantinov et al., 2022[4]
- Cangshanaltica luzonica Damaška, Mohagan & Fikácek, 2020[5]
- Cangshanaltica marginata Konstantinov et al., 2022[4]
- Cangshanaltica mindanaoensis Damaška, Mohagan & Fikácek, 2020[5]
- Cangshanaltica nigra Konstantinov et al., 2013[1]
- Cangshanaltica ogatai Takemoto T. & H. Suenaga, 2021[6]
- Cangshanaltica siamensis Damaška et al. 2016[7]
- Cangshanaltica sprynari Damaška & Aston, 2019[8]